# Jávai kancsil
A jávai kancsil (Tragulus javanicus) az emlősök (Mammalia) osztályának párosujjú patások (Artiodactyla) rendjébe, ezen belül a kancsilfélék (Tragulidae) családjába tartozó faj.
Nemének a típusfaja.

## Előfordulása
A jávai kancsil kizárólag az indonéziai Jáva szigeten fordul elő. Egyes beszámolók szerint Bali szigeten is látták, azonban ezt hivatalosan még nem erősítették meg.
Elsősorban az elsődleges és másodlagos esőerdőket kedveli, gyakran megtalálható a vízpartok körüli sűrűben.

## Megjelenése
Testhossza 45 centiméter, farokhossza 5 centiméter, marmagassága 30 centiméter és tömege 1-2 kilogramm. Az egyik legkisebb faj a párosujjú patások közül. Szőrzete felül szürkésbarna színű, gyakran narancsos árnyalattal. Hasa és torka fehér. Feje elhegyesedő, orra fekete és szőrtelen, szemei feltűnően nagyok. Alkata gömbölyded, lábai igen vékonyak.
Bár agancsa nincsen, némi fegyverrel ő is rendelkezik: a szemfogaik megnyúltak, amelyek csukott szájjal is láthatók.

## Életmódja
Elsősorban levelekkel, fiatal hajtásokkal táplálkozik, de a lehullott gyümölcsöt is szívesen elfogyasztja. Állatkertekben megfigyelték, hogy nem veti meg a rovarokat sem.
A jávai kancsil magányosan, vagy kisebb családokban élnek. Monogám párkapcsolat jellemző rájuk. A hímek mutatnak territoriális viselkedést. De nem csak területük, hanem párjuk védelmére is harcba szállnak, éles fogukat használva.
Ha veszélyt észlel megmerevedik és összeesik így tetteti halottnak magát, a veszély elmúltával pedig felpattan leköpi "támadóját" és elinal.

## Szaporodása

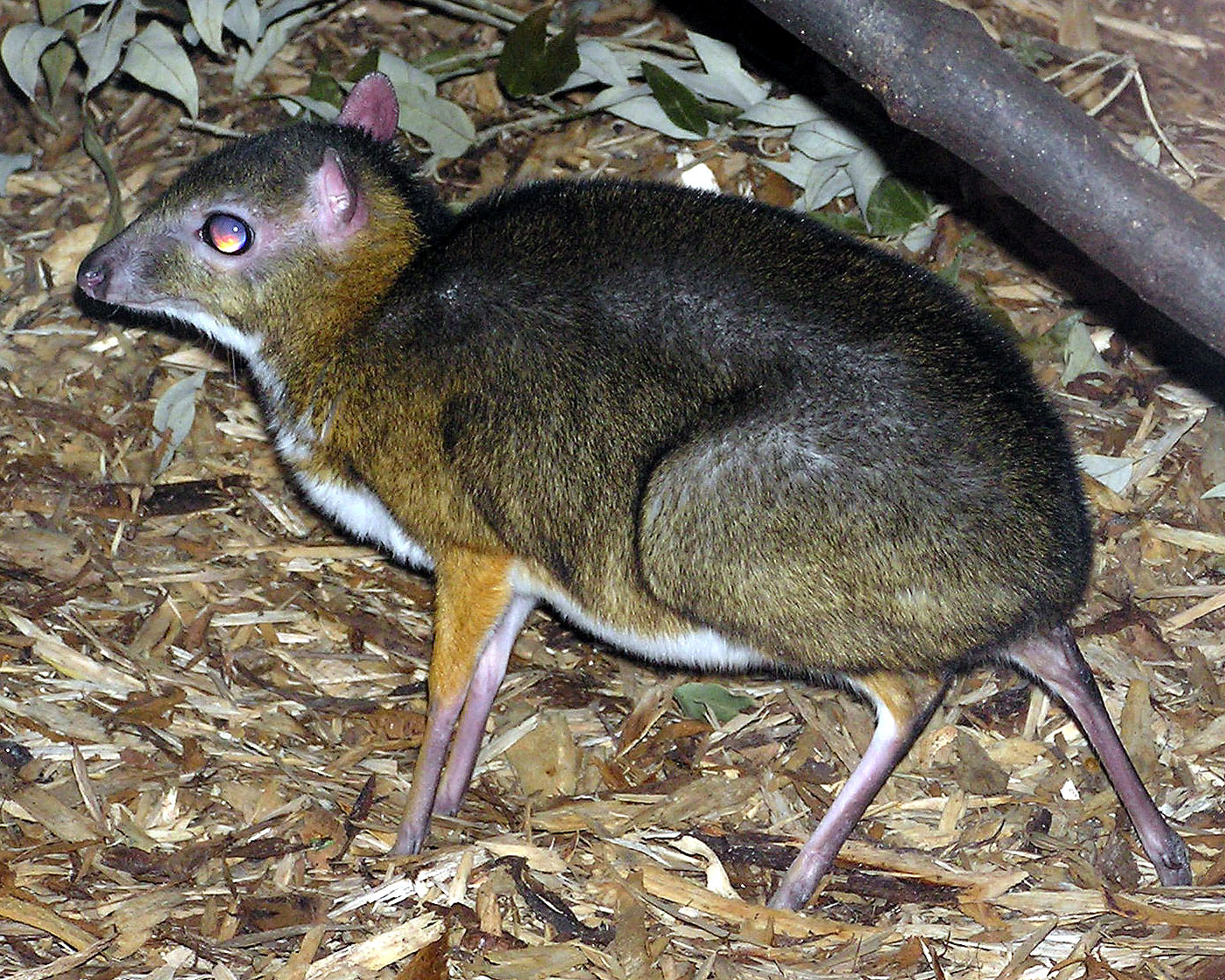
Jávai kancsil a bristoli állatkertben

Az év bármely szakában szaporodhat. Átlagosan 4 és fél hónapnyi vemhesség után mindössze egy kicsinyük születik. A borjú igen életképesen jön világra, 30 perc múlva már lábra is áll. Anyja 10-13 hétig szoptatja. A fiatalok 5-6 hónap múlva érik el az ivarérettséget. Általában 12 évig élnek.

## Természetvédelmi helyzete
Bár a kancsilokat igen ravasz állatnak tartják (őshazájában a népmesékben hasonló szerepet tölt be mint nálunk a róka), az emberek ősidők óta vadásznak rájuk. Az igazi veszélyt rájuk nézve azonban az otthonukat  jelentő esőerdők irtása jelenti.
Állatkertekben ritkán tartják, Magyarországon csak a Budapesti Állatkertben élt egy pár.